# Памятник Сталину (Гори)
Памятник Сталину в Гори — скульптурное произведение, посвящённое генералиссимусу Советского Союза И. В. Сталину.
Был расположен на родине Сталина перед мэрией города.

## История
Высота статуи — 6 метров, трехъярусного гранитного постамента — 9 метров.
Установлен в 1952 году, ещё при жизни Сталина. Уцелел во время кампании Н. С. Хрущёва по демонтажу памятников Сталину.
Как утверждал Ираклий Кандарели: «памятник хотели убрать и в 1956 году и даже пытались это сделать, но тогда весь Гори поднялся на ноги, и ничего не получилось. Население разбило палатки и день и ночь охраняло монумент, чтобы его не снесли втихую».
Монумент был создан скульптором Шота Микатадзе и архитекторами Арчилом и Захарией Курдиани.

## Демонтаж
3 октября 2008 года госминистр Грузии по вопросам европейской и евроатлантической интеграции, вице-премьер Георгий Барамидзе предложил убрать памятник Иосифу Сталину из центра города Гори и сделать его частью экспозиции «Музея советской оккупации», открытие которой планировалось в городе Гори в здании Дома-музея Сталина. Инициатива была поддержана премьером Грузии Владимиром Гургенидзе.
В ночь с 24 на 25 июня 2010 года памятник был демонтирован для последующего переноса. На его месте будет установлен монумент, посвящённый погибшим во время августовской войны 2008 года.
Демонтаж статуи организовали ночью, «чтобы избежать протестов со стороны местного населения, часть которого категорически против переноса памятника». При этом окружающая территория была оцеплена, журналистам вести съёмку не разрешили.